# Distretto di Fianarantsoa I
Il distretto di Fianarantsoa I è un distretto del Madagascar situato nella regione di Haute Matsiatra. Ha per capoluogo la città di Fianarantsoa.
La popolazione del distretto è di 180 332 abitanti (censimento 2011).